# Kiss (Crystal Kayの曲)
『Kiss』（キス）は、日本の歌手Crystal Kayの16枚目のシングルである。2005年1月26日発売。発売元はエピックレコードジャパン。

## 概要
- 前作から3か月での発売となるシングル。

## 収録曲
1. Kiss（5:29）
  - 作詞：Satomi／作曲：松本良喜／編曲：冨田恵一
  - NTTドコモ「Music PORTER」CMソング
  - テレビ神奈川『saku saku』 2005年2月度エンディングテーマ
2. got to move on（3:57）
  - 作詞：Crystal Kay、西尾佐栄子／作曲：アシュリー・イングラム／編曲：Crystal Kay、アシュリー・イングラム
3. Sweet Friends（3:22）
  - 作詞：H.U.B.／作曲：原一博／編曲：OCTOPUSSY
4. Kiss（Instrumental）（5:28）

## 楽曲の収録アルバム
- オリジナル『Crystal Style』
- オムニバス『HIT STYLE』
- オリジナル『Call me Miss...』（Orchestra Version）
- ベスト『BEST of CRYSTAL KAY』

## カバー
Kiss
- なかの綾 - シングル「じゅうくはたち」（2016年5月11日発売）のカップリングに収録。タイトルは『Kiss feat. CENTRAL』 [1]